# 4U 0142+61
4U 0142+61 – anomalny pulsar rentgenowski znajdujący się około 12 tys. lat świetlnych od Słońca w gwiazdozbiorze Kasjopei.
4U 0142+61 najprawdopodobniej powstał w wyniku eksplozji gwiazdy o masie 10-20 mas Słońca, do której doszło około 100 tysięcy lat temu. Należy do grupy anomalnych pulsarów rentgenowskich (AXP), stanowiących prawdopodobnie odmianę magnetarów. Jego okres pulsacji wynosi około 8,7 s (Israel i in. 1994).

## Dysk protoplanetarny
4U 0142+61 jest otoczony dyskiem wokółgwiazdowym, odkrytym w 2006 roku przez Zhongxianga Wanga, Deeptę Chakrabarty'ego i Davida L. Kaplana z Kavli Institute for Astrophysics and Space Research w Massachusetts Institute of Technology. Masę dysku szacuje się na około 10 mas Ziemi. Dysk emituje silne promieniowanie podczerwone, które wykryto za pomocą Teleskopu Spitzera w wyniku systematycznych obserwacji pulsarów prowadzonych przez odkrywców w celu potwierdzenia opracowywanej teorii „niekompletnego” wybuchu supernowej, po którym część odrzuconej materii miałaby wracać do pulsara, tworząc przejściowo dysk akrecyjny, w którym zachodzą procesy lepkie (Ertan i in. 2007).